# 113949 Bahcall
113949 Bahcall è un asteroide della fascia principale. Scoperto nel 2002, presenta un'orbita caratterizzata da un semiasse maggiore pari a 3,1411946 UA e da un'eccentricità di 0,1749428, inclinata di 11,45540° rispetto all'eclittica.